# Franziska Groszer
Franziska Liselotte Groszer (geschrieben auch Großer; * 1945 in Berlin-Friedrichshagen) ist eine deutsche Kinder- und Jugendbuchautorin.

## Leben
Franziska Groszer wuchs in Ost-Berlin auf. Sie heiratete Gert Großer, dessen Mutter Lucie Groszer (1914–1997) im Jahr 1945 mit dem Altberliner Verlag Lucie Groszer den ersten Kinderbuchverlag nach Kriegsende gegründet hatte. Das Paar hatte 2 Kinder (* 1966 und 1968). Nach der Niederschlagung des Prager Frühlings in der Tschechoslowakei 1968 schrieb und verteilte sie Protestflugblätter. Dafür wurde sie 2008 vom tschechischen Staatspräsidenten Vaclav Klaus zusammen mit anderen osteuropäischen Oppositionellen, u. a. Agnes Heller, in Prag mit einem Orden geehrt.
1969 gründete sie mit ihrem damaligen Mann sowie Erika Berthold, einer Tochter von Lothar Berthold, dem Leiter des Instituts für Marxismus-Leninismus beim Zentralkomitee der SED, und Frank Havemann, einem Sohn Robert Havemanns, in der Friedrichshainer Samariterstraße die Kommune 1 Ost. Nachdem sich Großer, Berthold und Havemann mit einem Brief gegen Wolf Biermann und Robert Havemann von ihrer ursprünglichen Opposition verabschiedet hatten, wurde Groszer zum „Feind im eigenen Haus“.
Franziska Groszer wurde 1970 geschieden. Ihr wurde die Studiumserlaubnis für Germanistik und Kunst aberkannt. Sie war tätig als Fabrikarbeiterin, Puppenmacherin und Mitarbeiterin beim Zentrum für Kinderliteratur. Ein Kindertheater (Text und Regie) sowie ein Kinderwochenendladen in Prenzlauer Berg endeten mit Verbot. Eine erste öffentliche Lesung mit Thomas Brasch und Bettina Wegner endete damit, dass Groszer generelles Auftritts- und Veröffentlichungsverbot erhielt. Nach zahlreichen Protestaktionen, so 1976 gegen den Kommentar in der SED-Parteizeitung Neues Deutschland zur öffentlichen Selbstverbrennung des Pfarrers Oskar Brüsewitz und gegen die Ausbürgerung von Wolf Biermann, nach Verhören durch den Staatssicherheitsdienst und Hausdurchsuchungen folgte 1977 die Übersiedlung in die Bundesrepublik.
In der Bundesrepublik arbeitete Franziska Groszer als Lektorin, Setzerin und als Leiterin des Literaturbüros Unna. Sie veröffentlichte Erzählungen, Jugendromane und Kinderbücher. Sie arbeitete bei den „Frauen für den Frieden“ in Westberlin und im Rumänien-Komitee, zusammen mit Freya Klier, Hertha Müller und anderen.
Franziska Groszer lebt in Berlin.

## Ehrungen und Auszeichnungen
- 1987 Erich-Kästner-Kinder- und Jugendbuchpreis für Rotz und Wasser.[4]
- 2008 Ehrung durch den tschechischen Staatspräsidenten für ihre Protest gegen den Einmarsch in der Tschechoslowakei 1968.
- 2012 Verdienstkreuz am Bande der Bundesrepublik Deutschland.

## Veröffentlichungen (Auszug)
- Rotz und Wasser : eine Jugend in Ostberlin. Hamburg: Dressler, 1987
- Kaos mit Katze.  Hamburg: Dressler, 1988
- Tilly in der Pfütze. Hamburg: Dressler, 1990
- Julia Augenstern. Hamburg: Dressler, 1991
- Das Landei. Hamburg: Dressler, 1995
- Claire und Sophie. Hamburg: Dressler, 2004
- Der blaue König und sein Reich. Leipzig: Altberliner, 2005
- Anton und das unheimliche Haus. München: Terzio, 2008